# 恰班斯凱
46°0′28″N 30°20′52″E / 46.00778°N 30.34778°E
恰班斯凱（羅馬化：Chabanske）是位於烏克蘭西南部的村莊，由敖德萨州裡比爾霍羅德-德涅斯特羅夫斯基區的塞爾希伊夫卡市鎮負責管轄。該村始建於1905年，面積0.16平方公里，海拔高度13米，2001年人口142，人口密度每平方公里887.5人。